# Hans Güldenpfennig

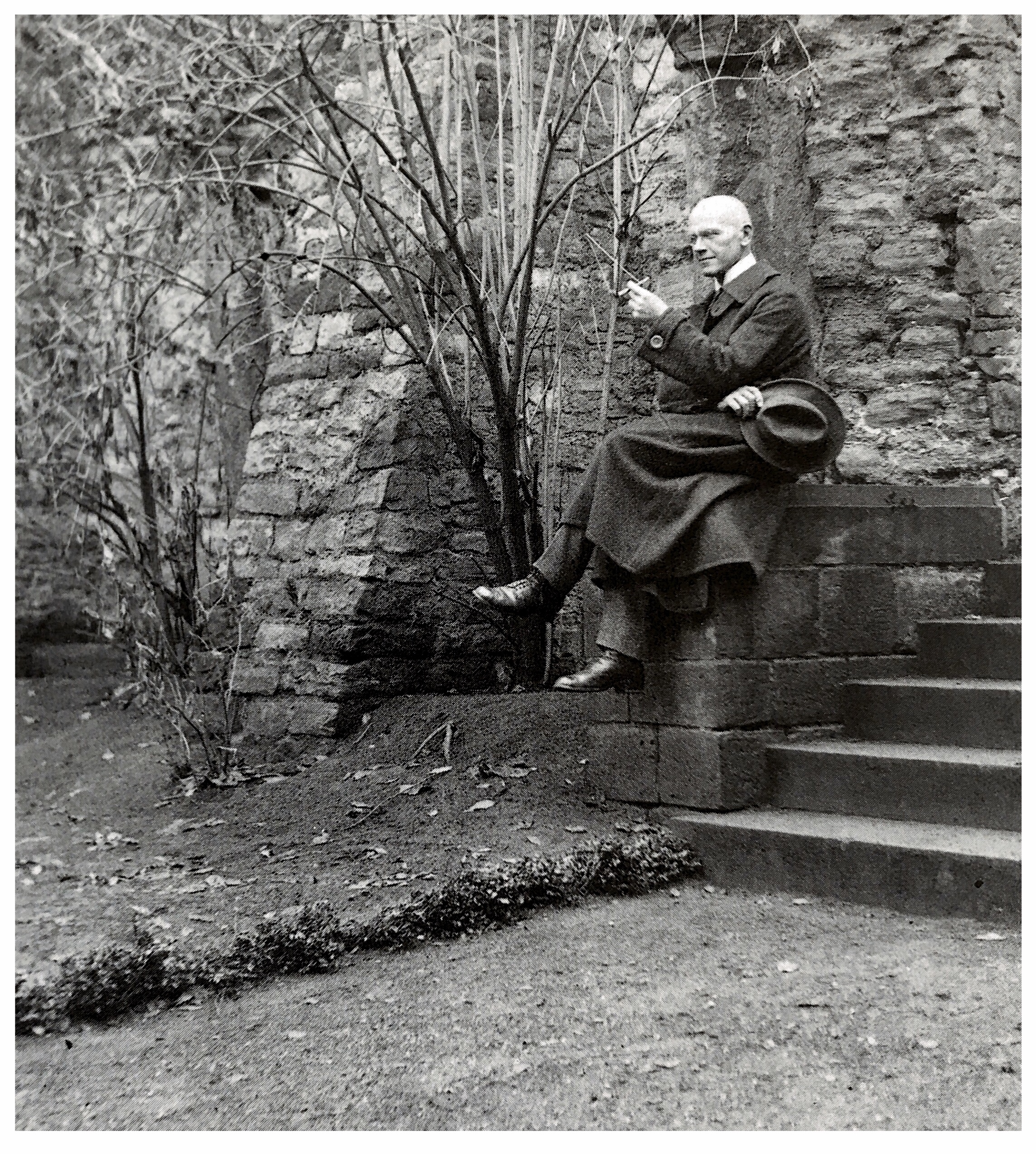
Hans Güldenpfennig

Hans Güldenpfennig (* 16. August 1875 in Paderborn; † 14. November 1945 in Göttingen) war ein deutscher Architekt und preußischer Baubeamter, der von 1928 bis 1944 Kölner Dombaumeister war.

## Leben
Güldenpfennig war das jüngste Kind des Paderborner Dombaumeisters Arnold Güldenpfennig und dessen Frau. Sein Architekturstudium an der Technischen Hochschule Hannover schloss er 1901/1902 bei Karl Mohrmann mit einem Entwurf zu einem Museumsneubau ab. In seiner Studienzeit war er bei der KV-Verbindung AV Gothia Hannover aktiv. 1902 trat er als Regierungsbauführer in den Vorbereitungsdienst ein, 1905 bestand er das Staatsexamen und wurde zum Regierungsbaumeister (Assessor in der öffentlichen Bauverwaltung) ernannt. Er wurde zunächst mit Dienstort Schulpforta im Regierungsbezirk Merseburg eingesetzt. 1921 erfolgte seine Versetzung nach Hildesheim, 1926 nach Kassel, 1928 seine Berufung als Nachfolger von Bernhard Hertel zum Kölner Dombaumeister und die Ernennung zum Oberbaurat.
1944 wurden im Zweiten Weltkrieg die Gebäude der Dombauverwaltung mit seiner Dienstwohnung schwer beschädigt. Nach seiner im Herbst 1944 erfolgten Pensionierung zog sich Güldenpfennig Anfang 1945 nach Reinhausen bei Göttingen zurück und starb noch im selben Jahr.

## Werk
Von Güldenpfennig sind zwar zahlreiche Entwürfe, vorwiegend im neobarocken Stil, jedoch keine ausgeführten Bauten bekannt. Im Jahr 1934 veröffentlichte er umfassende städtebauliche Gestaltungskonzepte für Köln, zu denen die Verlegung des Hauptbahnhofs gehörte. 1941 erfolgte in Verbindung mit der Anlage eines Luftschutzbunkers die Höherlegung der Osthälfte des Domhofs. Güldenpfennig setzte anfangs die im Mai 1926 von Bernhard Hertel begonnene Erneuerung des Chor-Strebewerks in Muschelkalk fort, bekam aber bald Zweifel an diesem Material. Er bevorzugte Basaltlava. Bei den Restaurierungsmaßnahmen am Kölner Dom, zu denen auch die statischen Sicherungsarbeiten an den Vierungspfeilern gehörten, setzte er sich für eine „Vereinfachung der überreichen Formen“ der im 19. Jahrhundert errichteten Bauteile und eine „selbständige Gestaltung bei der Erneuerung von Einzelformen“ ein. „Vor allem bei dem Dachreiter, dessen Abtragung schon aus konstruktiven Gründen notwendig sein dürfte, aber auch vom ästhetischen Standpunkt wünschenswert wäre, könnte der Ersatz durch einen Aufbau in modernen Formen in Erwägung gezogen werden.“
Vor Beginn der Bombardierungen im Zweiten Weltkrieg sorgte Güldenpfennig für den Schutz von Kunstschätzen und Bauplastik. Nach seinen Entwürfen wurde dazu 1942–1943 ein Bunker im Nordturm des Kölner Doms aus Ziegelmauerwerk und Beton errichtet, der erst 1986 wieder rückgebaut wurde. Am 3. November 1943 riss eine britische Fliegerbombe 80 Kubikmeter Sandsteinquader aus dem Nordturm, was die Standfestigkeit des Doms beeinträchtigte. Güldenpfennig gab die Sicherungsarbeiten in Auftrag. Die Ausmauerung mit 27.500 Ziegelsteinen wurde als Kölner Domplombe im März 1944 abgeschlossen und erst 1995–2005 mit Sandstein verkleidet.

## Schriften
- Kölner Verkehrsprobleme und Domumbauung. (= Veröffentlichungen des Kölnischen Geschichtsvereins, Heft 11.) Köln 1934.